# Polizia regionale
La polizia regionale, indica, in Italia, il complesso di competenze di polizia amministrativa demandato dallo Stato alle regioni in quanto enti territoriali legittimati alla legislazione in materie non riservate allo Stato ai sensi dell'articolo 117 della Costituzione.
L'espressione è talvolta utilizzata anche nella dialettica politica ad indicare ipotetici corpi di polizia locale, eventualmente organizzati in analogia alle polizie municipali e provinciali, di dipendenza delle rispettive regioni con possibile estensione di competenze ad ambiti di polizia giudiziaria.
Gli operatori di polizia regionale, compresi Il dirigente generale (responsabile del servizio) e gli addetti al controllo e al coordinamento, espletano le proprie funzioni (di polizia amministrativa, polizia giudiziaria, pubblica sicurezza, polizia stradale) in tutto il territorio della regione di appartenenza.

## Normativa di riferimento
La Costituzione stabilisce espressa riserva esclusiva in favore dello Stato sulla legislazione in materia di ordine pubblico e sicurezza, ad esclusione della polizia amministrativa locale.
 

La delega normativa è attuata in forza di diversi provvedimenti, fra i quali il decreto legislativo 31 marzo 1998, n. 112, emanato in attuazione del capo I della legge 15 marzo 1997, n. 59. Con questo provvedimento, nel quale l'argomento è trattato al Titolo V, Capo I, si dà nozione dell'oggetto della delega di queste funzioni come di facoltà di normazione autonoma per: 
In Sicilia, in forza del proprio statuto speciale, dal 1947 invece "Il Governo regionale può  organizzare corpi speciali di polizia amministrativa per la tutela  di  particolari servizi ed interessi".
Le regioni possono istituire, tramite leggi regionali, un servizio di polizia regionale conformemente al titolo V del d.lgs. 31 marzo 1998, n. 112; al tal fine è appositamente istituito un ente territoriale di area vasta composto da tutti gli enti locali titolari delle funzioni di polizia locale. Pertanto gli enti locali titolari delle suddette funzioni delegano all'ente territoriale di area vasta tutte quelle funzioni e compiti afferenti alla polizia locale, per espletarle a carattere unitario in tutto il territorio regionale. L'ente territoriale di area vasta è presieduto da un dirigente generale, al quale sono attribuite tutte le funzioni e compiti spettanti al sindaco in base dell'articolo 2 ai sensi della legge 7 marzo 1986, n. 65, il quale coordina tutti i compiti e funzioni del servizio di polizia regionale.
Che la delega non possa mai comprendere funzioni ed attribuzioni di tutela dell'ordine e della sicurezza pubblica è ben precisato dalla stessa norma, che con espresso riferimento alla legge 1º aprile 1981, n. 121, ne conferma l'esclusiva competenza in capo alle forze di polizia nazionali. Ciononostante, agli appartenenti a taluni corpi organicamente preposti alla funzione di polizia locale possono d'ordinario essere conferite talune attribuzioni di polizia giudiziaria, stradale e di sicurezza, «conferite solo e soltanto nell'ambito territoriale dell'ente di appartenenza e nei limiti delle proprie attribuzioni» ai sensi della legge 7 marzo 1986, n. 65.

## Proposte di istituzione di corpi di polizia regionali
L'ordinamento statale non prevede per le regioni a statuto ordinario corpi organici di dipendenza dell'ente regionale. La legge 65/1986 prevede solo all'articolo 6 che una delle forme nelle quali l'ente regionale possa e debba legiferare in materia di polizie municipali consista nel «promuovere tra i comuni le opportune forme associative con idonee iniziative di incentivazione».
Da qui sono state avanzate diverse proposte riguardanti l'ipotesi di simili organi "composti", per lo più con tendenza ad approfondirne eventualmente le attribuzioni di polizia giudiziaria.

### Friuli Venezia-Giulia
Nel Friuli-Venezia Giulia la legge regionale 29 aprile 2009, n. 9, prevedeva al primo posto fra gli scopi che la normazione regionale dovrà perseguire, quello della "integrazione tra gli interventi regionali e gli interventi degli enti locali per la sicurezza urbana con le politiche di contrasto alla criminalità e di sicurezza pubblica di competenza degli organi statali". La legge prevedeva inoltre la possibilità di "esternalizzare" via outsourcing, le attività della polizia locale mediante il ricorso in convenzione a guardie particolari giurate, sebbene solo per mera «attività sussidiaria di mera vigilanza e priva di autonomia» (art. 6). Per contro, le polizie locali potrebbero rendere disponibile contro remunerazione a tariffa «l'utilizzo, straordinario o esclusivo oltre il normale impiego istituzionale, di personale e mezzi della polizia locale» in caso di eventi riconducibili ad attività imprenditoriali, comunque afferenti al pubblico interesse (art. 9).
La Corte costituzionale con decisione n.167/2010 ha dichiarato l'illegittimità degli artt.8 comma 6; 15 comma 1; 18 comma 4 della legge regionale n.9/2009 del Friuli Venezia Giulia, poiché quell'attività di integrazione tra gli interventi regionali e gli interventi degli enti locali per la sicurezza urbana con le politiche di contrasto alla criminalità e di sicurezza pubblica è di esclusiva competenza dello Stato.

## Polizia ambientale

### Regioni ad autonomia speciale
Nelle regioni a statuto speciale sono stati istituiti, a partire dal 1972 con la Sicilia, quattro speciali corpi di polizia regionale per la tutela forestale e dell'ambiente. 
- Corpo forestale della Regione siciliana
- Corpo forestale e di vigilanza ambientale della Sardegna
- Corpo forestale della Regione autonoma Friuli-Venezia Giulia
- Corpo forestale della Valle d'Aosta

Gli appartenenti a questi corpi hanno le qualifiche di agente di pubblica sicurezza e di ufficiale e agente di polizia giudiziaria, valide in tutto il territorio della Regione.
Il Trentino Alto Adige ha invece istituito due corpi di polizia provinciale.

### Puglia
La Regione Puglia ha un proprio corpo di polizia regionale denominato "Sezione Regionale di Vigilanza della Regione Puglia" (Legge regionale n. 37 del 28/12/2015 - Regolamento regionale n. 21 del 31/10/2019) composto dal personale in esubero delle Polizie provinciali che svolge principalmente attività di polizia venatoria (Legge regionale n. 59 del 20/12/2017), il cui personale ricopre le qualifiche di agente di pubblica sicurezza e di ufficiale e di agente di polizia giudiziaria (L. 157/92).